# Trùm gọng
Ngọc nữ biển, còn gọi là trùm gọng hay vạng hôi, mò biển (danh pháp Volkameria inermis là một loài thực vật có hoa trong họ Hoa môi. Loài này được Carl Linnaeus miêu tả khoa học đầu tiên năm 1753. Trong một thời gian dài nó được ghi nhận trong chi Clerodendrum dưới danh pháp Clerodendrum inerme.

## Phân bố
Loài này là bản địa khu vực nhiệt đới và cận nhiệt đới miền đông và miền nam châu Á và các đảo miền tây Thái Bình Dương; từ Pakistan, Ấn Độ ở phía tây tới Nhật Bản ở phía đông bắc, Australia ở phía đông nam. Du nhập vào Gabon, Libya, quần đảo Line, quần đảo Phoenix, Tunisia.

## Hình ảnh

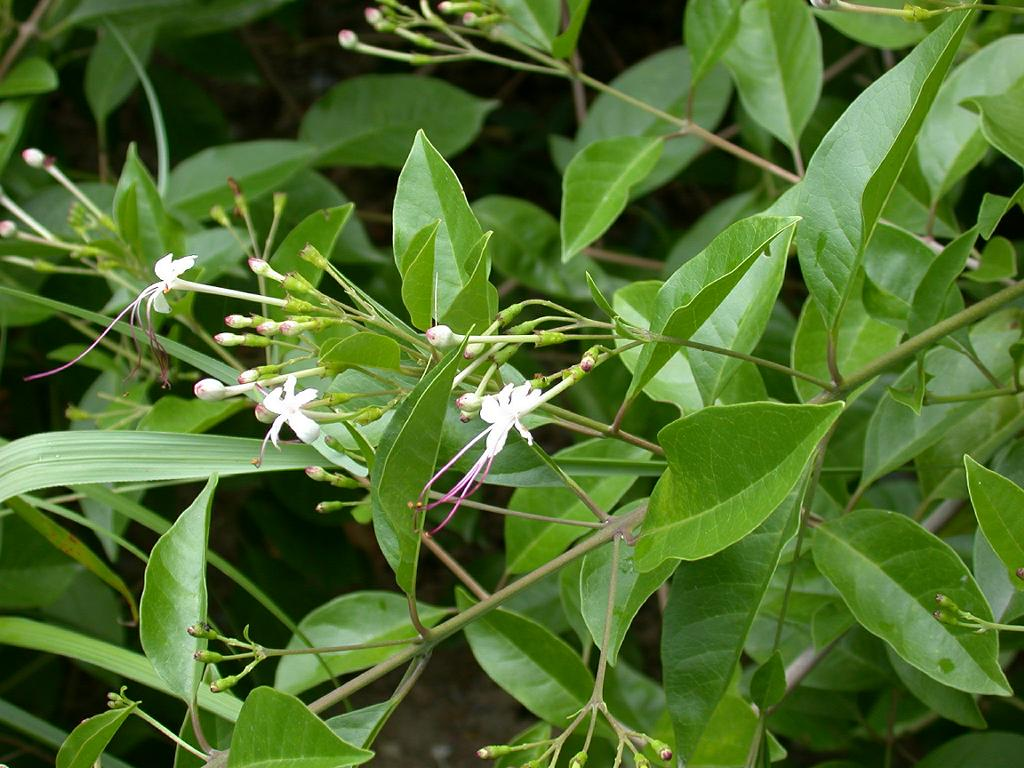
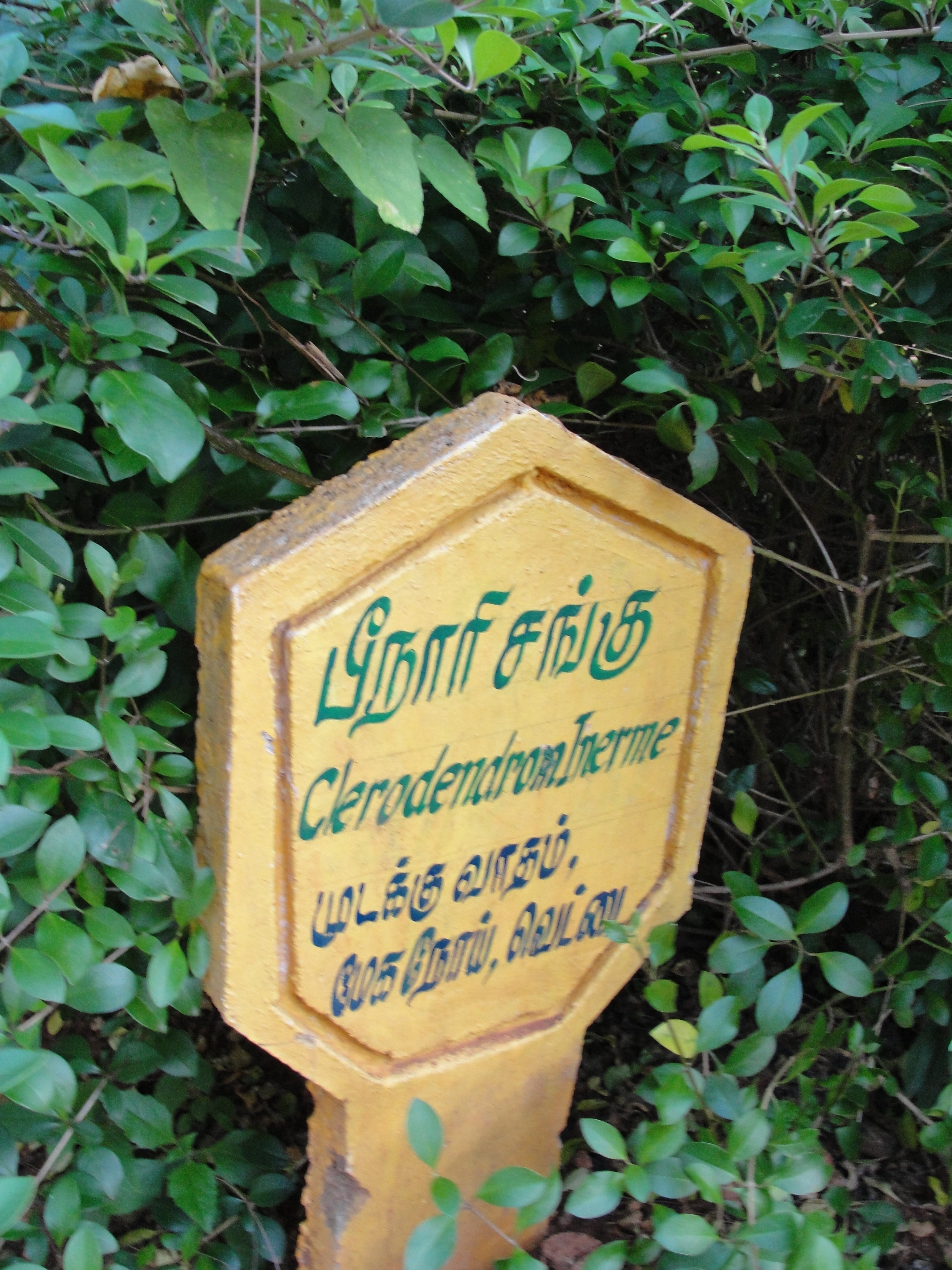
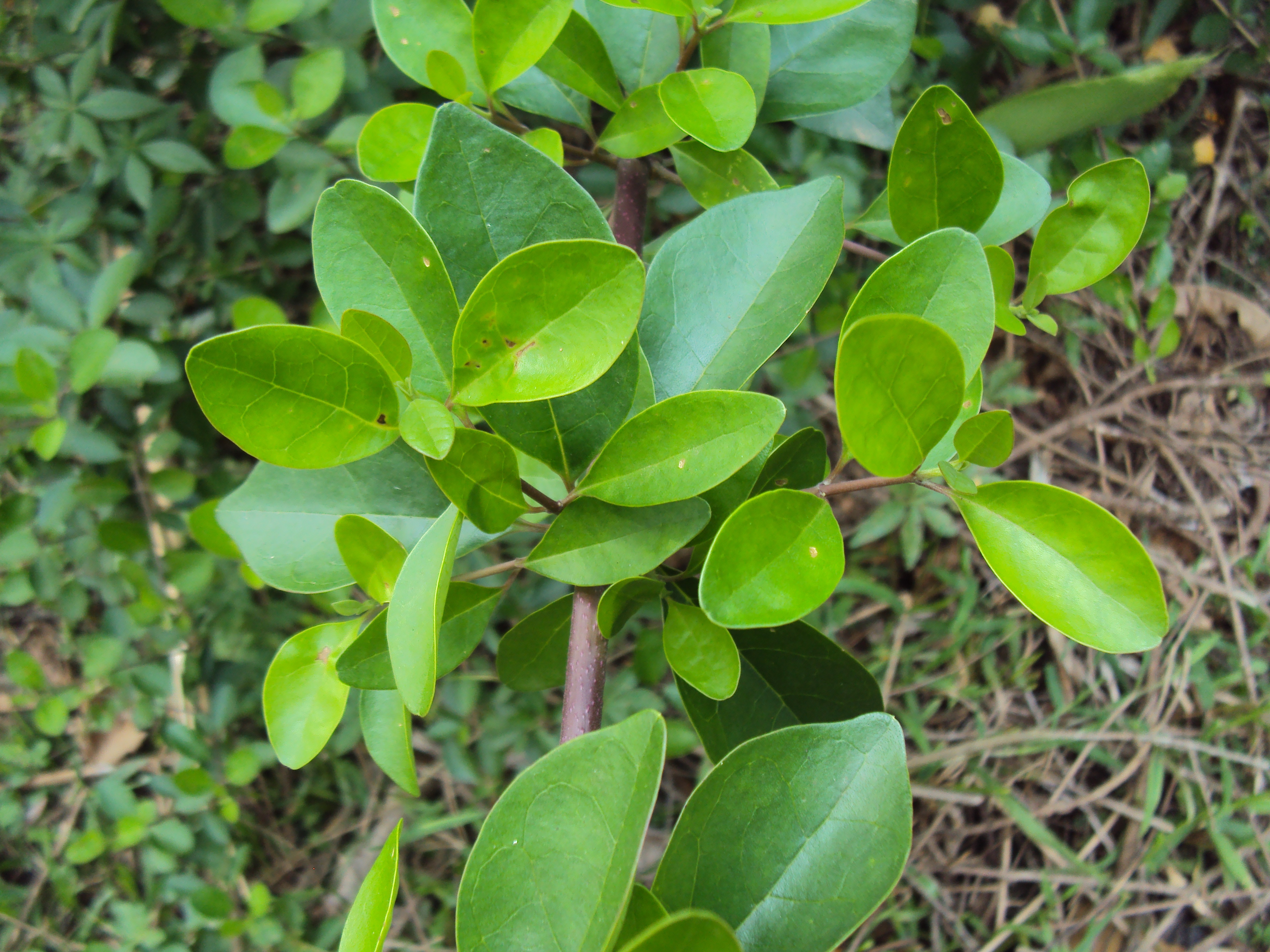
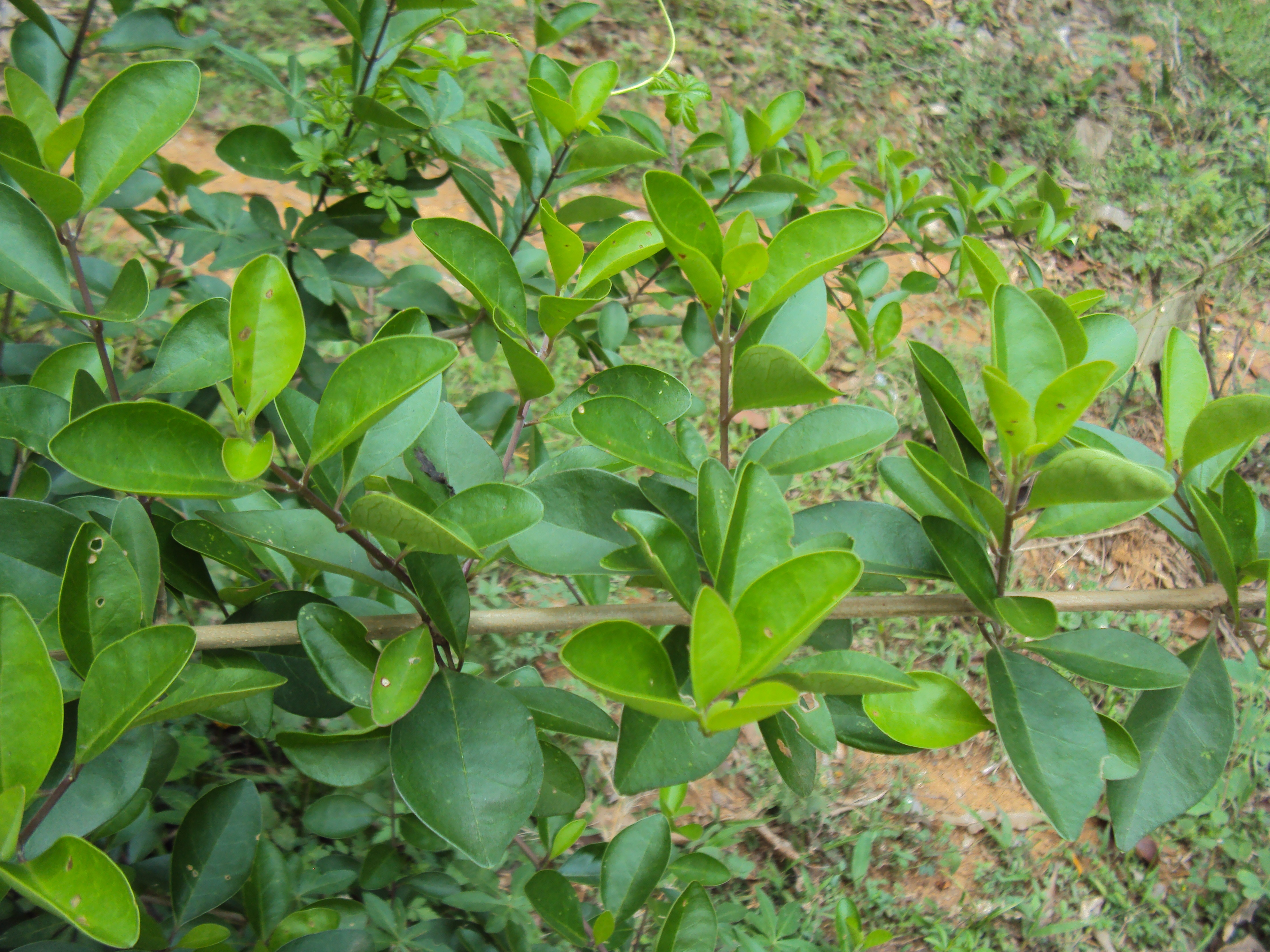